# 森山貴文
森山 貴文（もりやま たかふみ、1966年12月13日 - ）は、東京都出身の俳優、スーツアクター。
東洋大学卒。元ジャパンアクションクラブ（ジャパンアクションエンタープライズ）、東映テレビ・プロダクション事業部、テクニカルアクターズクラブ所属。

## 出演

### 映画
- 兜 KABUTO（1991年）
- 座頭市（2003年）
- ゴーカイジャー ゴセイジャー スーパー戦隊199ヒーロー大決戦（2011年）
- 仮面ライダーシリーズ
  - 仮面ライダー×スーパー戦隊 スーパーヒーロー大戦（2012年）
  - 仮面ライダー1号（2016年）
  - 仮面ライダー×スーパー戦隊 超スーパーヒーロー大戦（2017年）

### テレビドラマ
- メタルヒーローシリーズ
  - 特救指令ソルブレイン 第26話（1991年）
  - 特捜エクシードラフト 第4話（1992年） - 津山文夫 役
- スーパー戦隊シリーズ
  - 恐竜戦隊ジュウレンジャー 第43話（1992年） - 巡査 役
  - 五星戦隊ダイレンジャー 第13話（1993年） - 作業員 役
  - 超力戦隊オーレンジャー 第4話（1995年） - 巡査 役
  - 激走戦隊カーレンジャー（1996年 - 1997年） - VRVマスター[2] 役
- はみだし刑事情熱系 PART2 第14話（1998年）
- ウルトラマンダイナ 第48話（1998年）
- 女と愛とミステリー 密会の宿
  - 第1作（2003年）
  - 第2作（2004年）
- 相棒
  - （2003年） - ボディーガード
  - （2004年）
  - （2007年） - 参謀
- 土曜ワイド劇場 明智小五郎VS金田一耕助（2005年）

### その他
- Bomb Dancing メガレンジャー（1997年） - メガレッド（ジャケットと振付冊子を担当[3]）